# Saint-Léons
Saint-Léons è un comune francese di 365 abitanti situato nel dipartimento dell'Aveyron nella regione dell'Occitania.

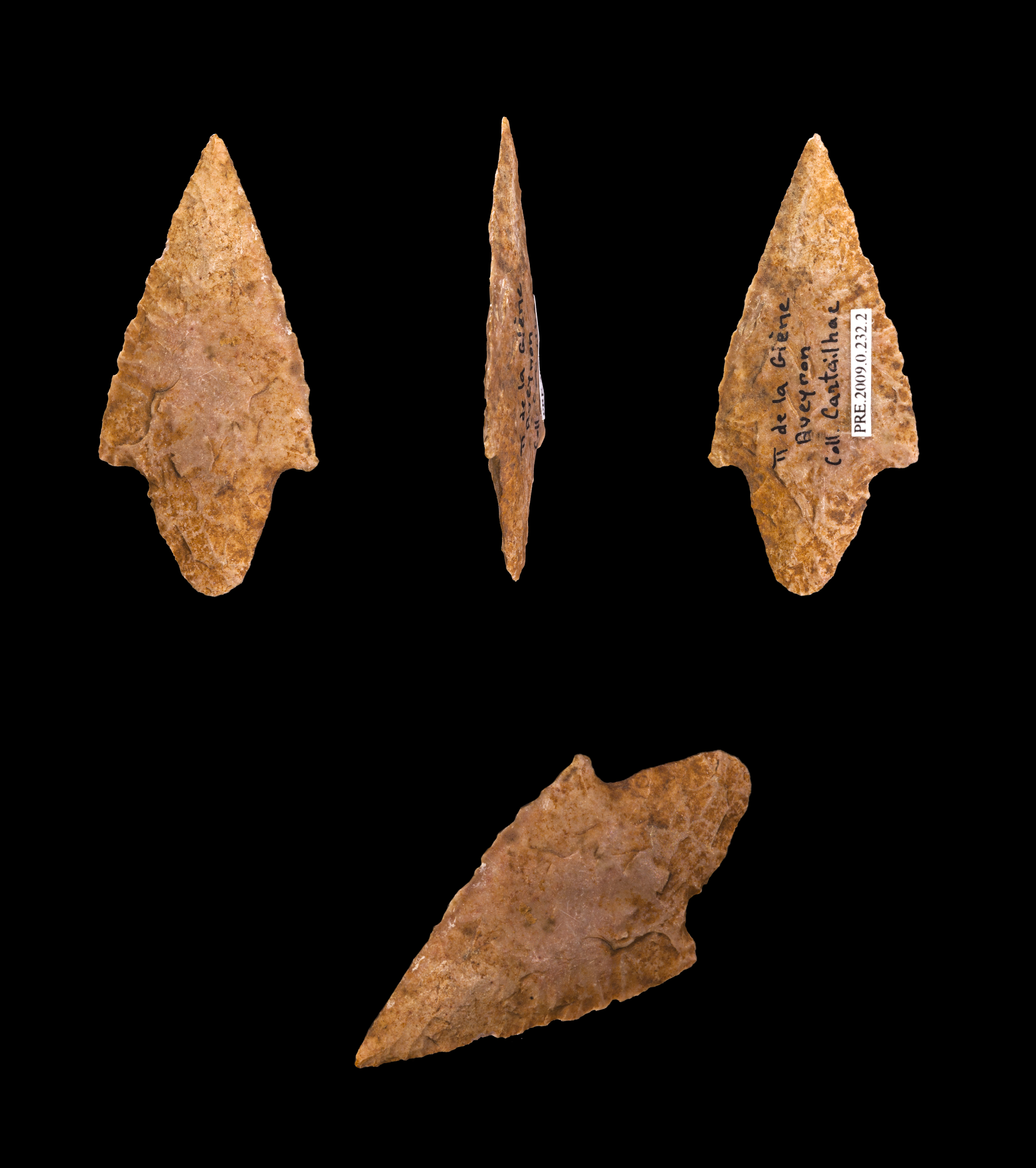
Pointe de flèche du néolithique  – Muséum de Toulouse
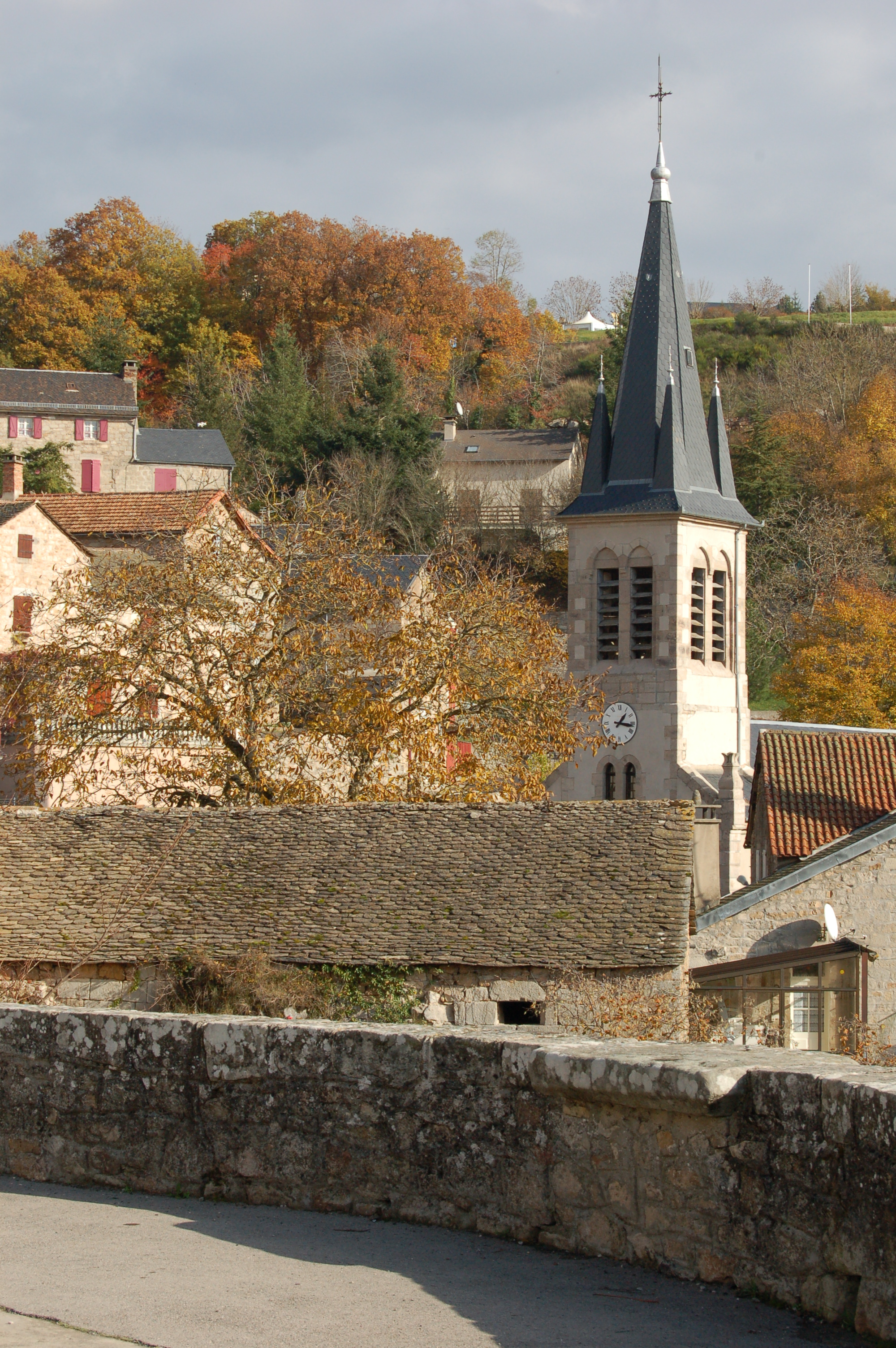
Église de Saint-Léons
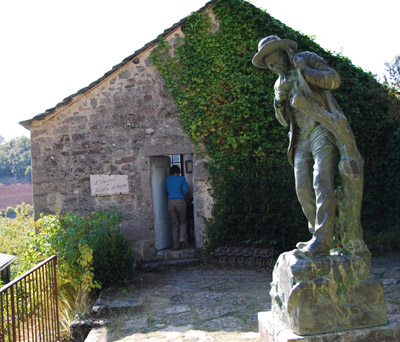
Maison natale d'Henri Fabre
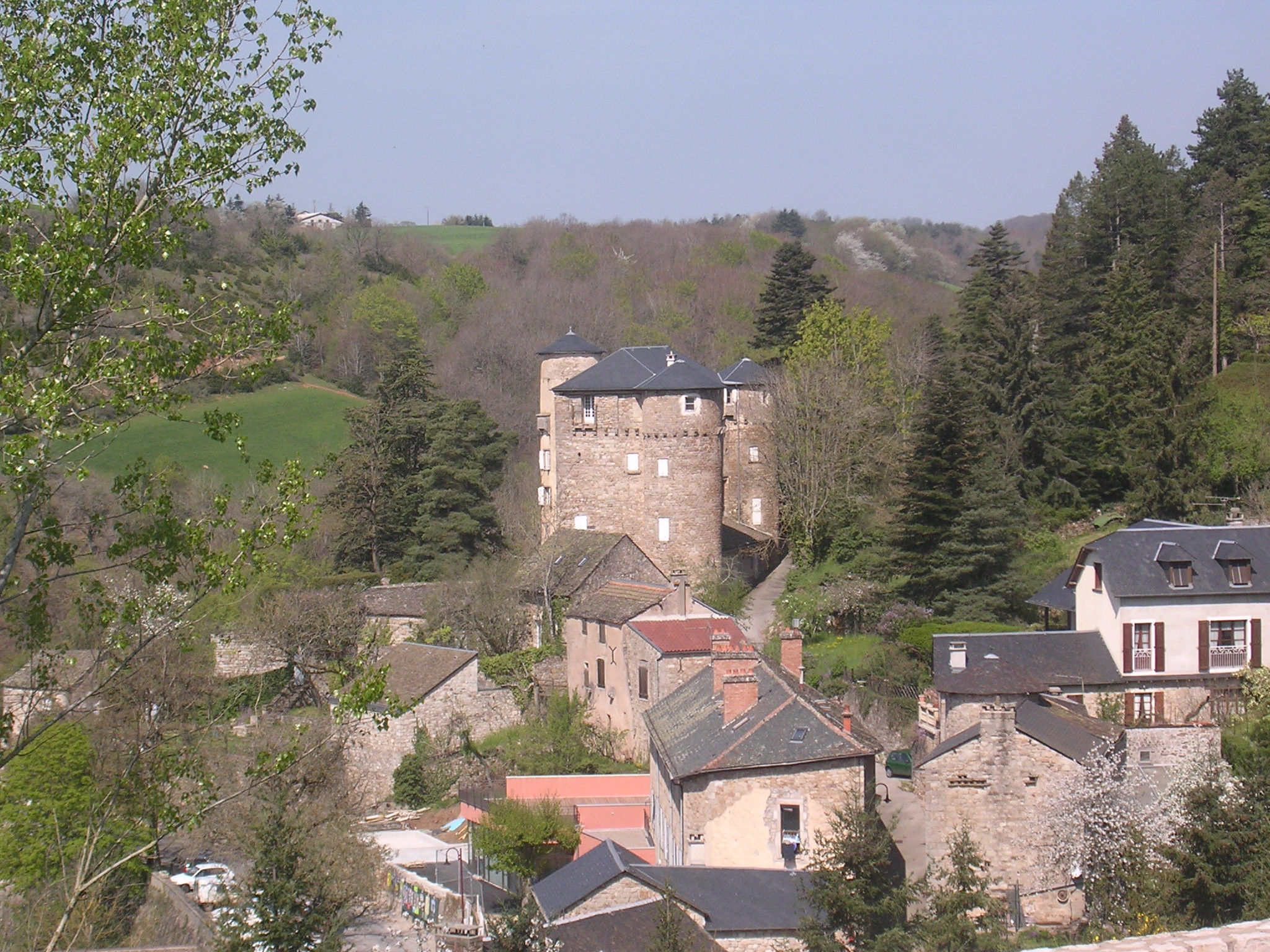
Vue de Saint Léons

## Società

### Evoluzione demografica
Abitanti censiti